# Źródła historyczne
Źródła historyczne – wszystko, skąd można czerpać wiedzę o przeszłości (według Jerzego Topolskiego), inaczej rzecz biorąc – są to wszelkie zachowane ślady działalności człowieka.
Krytyka źródła polega na zdobywaniu wiedzy o źródle, tak by stało się one źródłem gotowym do wykorzystywania informacji.

## Definicja
Pojęcie źródła historycznego definiowano różnie w historiografii. Według m.in. M. Handelsmana są to wszystkie ślady pozostawione przez człowieka w przeszłości, które zachowały się do czasów współczesnych. Takie rozumienie wynikało z obowiązującej do niedawna w nauce historycznej modernistycznej koncepcji postrzegania przeszłości, w myśl której źródło miałoby „odbijać” fakty historyczne, w tym również czyny ludzkie. Dyskurs postmodernistyczny stoi natomiast na stanowisku, że historii nie można w żaden sposób „odbić” jako czegoś, co już nie istnieje, źródło natomiast nie może być śladem przeszłości, ponieważ stanowi ona jedynie konstrukcję zbudowaną przez historyka.

## Podział
Źródła historyczne można z punktu widzenia ich statusu ontologicznego podzielić na:
- materialne, wśród których wyróżnić można z kolei:
  - pisane – zawierające informację utrwaloną za pomocą pisma na papierze, papirusie, skórze, glinianych tabliczkach, monetach czy jakichkolwiek innych nośnikach; wśród źródeł pisanych wyróżnić można:
    - historiograficzne (opisowe) – kroniki, roczniki, pamiętniki, wspomnienia, spisy kazań, dzieła literackie itp.
    - narracyjne – pamiętniki, kroniki
    - normatywne (dokumentacyjne, aktowe) – powstałe jako dowód czynności prawnej (dokumenty, akta, spisy inwentarza gospodarczego, sprawozdania, protokoły – powstałe na użytek administracji, dokumentacja obrad parlamentu, konstytucje, dekrety)
    - epistolarne (wszelkiego rodzaju korespondencja)
    - hagiograficzne – żywoty świętych,
    - biograficzne – żywoty cesarzy, monarchów,
    - epigraficzne – napisy na kamieniach, ścianach budowli historycznych

  - niepisane:
    - wykopaliskowe (źródła archeologiczne) – szczątki naczyń, uzbrojenia, przedmioty codziennego użytku, pozostałości obiektów mieszkalnych czy grobów
    - ikonograficzne
    - obiekty architektoniczne – zamki, świątynie, stare kamienice,
    - dzieła sztuki – obrazy, posągi, rzeźby, biżuteria,
- niematerialne: legendy, obyczaje, język, itd.

Podział z punktu widzenia metodologicznego wyróżnia źródła:
- potencjalne – te, z których można wydobyć informacje
- efektywne – te, z których informacje się wydobywa.

Źródła mówią nam tylko to, o co je zapytamy. Źródła efektywne w danym badaniu historycznym nie tracą swojego potencjalnego charakteru.
Z punktu widzenia pochodzenia zawartych w nich informacji:
- bezpośrednie – zawierają informacje możliwe do uzyskania bez pośrednictwa osób trzecich – można wyróżnić wśród nich tradycję oraz pozostałości.
- pośrednie – relacjonujące przebieg wypadków za czyimś pośrednictwem.

Kolejny podział to:
- źródła adresowane: powstałe z myślą o przekazaniu informacji o przeszłości np. historykowi (mogą one zawierać celowe zniekształcenie prawdy historycznej oraz być przekazem nieświadomie zniekształconym przez osobisty punkt widzenia twórcy źródła)
- źródła nieadresowane: w tym przypadku historyk pojawia się jako wtórny odbiorca i korzysta z informacji otrzymanych od niehistoryka np. urzędowe materiały statystyczne albo źródła archeologiczne

Źródła pośrednie zawsze mają charakter adresowany. Źródła bezpośrednie mogą być zarówno adresowane (np. pomniki), jak i nieadresowane.